# Socos
Socos es una pequeña localidad chilena ubicada en la Región de Coquimbo. Pertenece administrativamente a la comuna de Ovalle, y en 2017 contaba con 867 habitantes. Se encuentra en el km 372 de la Ruta 5 Norte (Autopista del Elqui), en el punto en el cual nace la ruta 45 que va hacia el acceso sur de la ciudad de Ovalle.

## Historia
Cerca de la localidad, el 12 de febrero de 1817 ocurrió el combate de Salala, enfrentamiento que formó parte de la Guerra de Independencia de Chile. Un monolito en Socos conmemora dicho combate.

## Descripción
Francisco Astaburuaga escribió en 1899 en su obra póstuma Diccionario geográfico de la República de Chile:
Soco (Baños de).-—Aguas minerales del departamento de Ovalle que brotan de entre unas rocas de una pequeña quebrada de la vertiente oriental de la sierra de la costa, por las inmediaciones del cerro de Talinay y á moderada distancia hacia el SO. de Barraza. Se hallan en un corto fundo de su nombre que les da su denominación. Son concurridos por vecinos del departamento que les atribuyen virtudes medicinales contra ciertas enfermedades; su temperatura no es mucho mayor que la ordinaria del aire libre en verano. El nombre es la palabra quichua soco que significa caña delgada.
El principal atractivo turístico del pueblo de Socos son sus termas, ubicadas en el cauce del estero Soco, donde además de los baños termales se embotella agua mineral termal rica en sodio, yodo, bromo y magnesio.